# Ingrid Engelen
Ingrid Engelen (3 april 1955) is een voormalige Belgische atlete, die was gespecialiseerd in het discuswerpen. Zij veroverde vier Belgische titels.

## Biografie
Engelen werd  in 1980 voor het eerst Belgisch kampioene in het discuswerpen. Tussen 1984 en 1986 veroverde ze nog drie opeenvolgende titels.
Engelen was aangesloten bij Beerschot AC en AV Toekomst. Als master was ze actief bij AC Brabo.

## Belgische kampioenschappen
| Onderdeel    | Jaar                   |
| ------------ | ---------------------- |
| discuswerpen | 1980, 1984, 1985, 1986 |

## Persoonlijke records
Outdoor
| Onderdeel    | Prestatie | Datum         | Plaats    |
| ------------ | --------- | ------------- | --------- |
| kogelstoten  | 14,46 m   | 21 april 1985 | Gent      |
| discuswerpen | 54,34 m   | 19 juni 1988  | Kessel-Lo |

Indoor
| Onderdeel   | Prestatie | Datum | Plaats |
| ----------- | --------- | ----- | ------ |
| kogelstoten | 14,35 m   | 1985  |        |

## Palmares

### kogelstoten
- 1981:  BK AC – 13,21 m

### discuswerpen
- 1980:  BK AC – 43,14 m
- 1984:  BK AC – 49,34 m
- 1985:  BK AC – 51,94 m
- 1986:  BK AC – 49,74 m
- 1989:  BK AC – 50,22 m